# 集體動物行為
集體動物行為又可稱為動物集體行為，是指除了人類以外的生物的集体行为。在这些动物的集体行为中，包括觅食，迁徙甚至集體自殺，以及在灾难前集體逃跑。